# 280-as évek
Évszázadok: 2. század – 3. század – 4. század
Évtizedek: 230-as évek – 240-es évek – 250-es évek – 260-as évek – 270-es évek – 280-as évek – 290-es évek – 300-as évek – 310-es évek – 320-as évek – 330-as évek
Évek: 280 281 282 283 284 285 286 287 288 289

## Híres személyek
- Diocletianus római császár
- Maximianus római császár